# Bitwa w Dolinie Vajkal
Bitwa w Dolinie Vajkal – bitwa stoczona w kwietniu 1465 roku przez wojska albańskie i osmańskie w położonej w okolicach Ochrydy dolinie Vajkal.

## Przebieg bitwy
Albański dowódca Skanderbeg był świadomy ataku ze strony Imperium Osmańskiego, więc wezwał swoje wojska do przygotowania się do bitwy. Na krótko przed jej rozpoczęciem planował urządzić pułapkę na wojska osmańskie, jednak Ballaban Badera, zaufany dla sułtana Mehmeda II dowódca, wraz ze swoją armią pojawił się zza wzgórz i zaatakował wojska albańskie jako pierwszy, na co Skanderbeg odpowiedział kontratakiem. Armia osmańska postanowiła się wycofać na teren wzgórz, jednak Albańczycy wyruszyli za nimi; wojska Skanderbega utrzymały na nich swoje pozycje, jednak udało się wysokim kosztem.
Część najbardziej zaufanych ludzi Skanderbega nie wypełniła jego rozkazu pozostania poza wzgórzami, co pozwoliło Osmanom się zreorganizować, urządzić zasadzkę na Albańczyków oraz ich pojmać. Osmański dowódca Ballaban Badera po zakończonej bitwie wrócił do Konstantynopola wraz z pojmanymi Albańczykami, którzy wkrótce zostali straceni.